# Sulfato de mercúrio(I)
Sulfato de mercúrio(I) , também conhecido como sulfato mercuroso, é o composto químico Hg2SO4.Sulfato de mercúrio(I) é um composto metálico que pode ser branco, amarelado ou bege. É um sal formado por ácido sulfúrico cujos átomos de hidrogênio foram substituídos por átomos de mercúrio(I). Este composto é altamente tóxico e pode ser letal se inalado, ingerido ou absorvido pela pele.